# Paris-Roubaix 1979
La 77e édition de la course cycliste Paris-Roubaix a eu lieu le 8 avril 1979 et a été remportée en solitaire par l'Italien Francesco Moser, pour la deuxième année consécutive.

## Classement final
|    | Cycliste              | Équipe                     | Temps           |
| -- | --------------------- | -------------------------- | --------------- |
| 1  | Francesco Moser       | Sanson-Luxor TV            | 6 h 17 min 28 s |
| 2  | Roger De Vlaeminck    | Gis Gelati                 | + 40 s          |
| 3  | Hennie Kuiper         | Peugeot-Esso-Michelin      | + 40 s          |
| 4  | Joop Zoetemelk        | Miko-Mercier-Vivagel       | + 40 s          |
| 5  | Jan Raas              | TI-Raleigh-McGregor        | + 2 min 14 s    |
| 6  | Willy Teirlinck       | Kas-Campagnolo             | + 2 min 17 s    |
| 7  | Walter Planckaert     | Mini Flat-VDB-Pirelli      | + 2 min 17 s    |
| 8  | Marc Demeyer          | Flandria-Ca Va Seul-Sunair | + 2 min 17 s    |
| 9  | Fons de Wolf          | Boule D'Or-Lano-Colnago    | + 2 min 27 s    |
| 10 | Etienne van der Helst | Kas-Campagnolo             | + 2 min 27 s    |